# Marysinek (powiat warszawski zachodni)
Marysinek – wieś w Polsce, w województwie mazowieckim, w powiecie warszawskim zachodnim, w gminie Błonie. Ma status sołectwa.
Do 2023 miejscowość była częścią wsi Wola Łuszczewska.
W latach 1975–1998 miejscowość administracyjnie należała do województwa warszawskiego.